# ビジネス・ブレークスルー大学
ビジネス・ブレークスルー大学（ビジネス・ブレークスルーだいがく、英語: Business Breakthrough University）は、東京都千代田区六番町1－7に本部を置く日本の株式会社立大学。2005年創立、2010年大学設置。大学の略称はBBT大学。
日本初の遠隔教育による経営管理修士号（MBA）を取得できる専門職大学院大学として文部科学省の認可を受け開学。その後、経営学部を設置し、学士課程も整えた。

## 概要

### 大学の概要
現在の学長でもある大前研一が2005年に専門職大学院（MBAプログラム）を設置する「ビジネス・ブレークスルー大学院大学」として開学した。東京都千代田区のキャリア教育推進特区を利用した株式会社立大学である。その後、2010年には偏差値に縛られずに個々人の能力を最大限に引き伸ばせるような教育を行うことを目的として、経営学部を新設。学部の設置に伴い、大学院は「ビジネス・ブレークスルー大学院大学」から「ビジネス・ブレークスルー大学大学院」に名称を改める。伝統的な大学の枠を超え、思考力・問題解決力・実践力を重視した教育を展開している。近年はAIを教育に取り入れることに力を入れている。

### 独自の学習システム
ビジネス・ブレークスルー大学の大きな特徴は、オンライン学習プラットフォーム「AirCampus® 」を活用した独自の教育スタイルである。ほぼ全ての科目で24時間いつでも発言可能なディスカッションを導入し、学生同士がリアルなビジネス課題について議論を深める 。対面授業では得られない蓄積された履修ログや発言データをもとに、個々の成長をサポートする体制が評価されている。

### 建学の精神
時代背景として、アジアを中心とする新興国の市場規模が拡大する一方で、日本は人口の大縮減時代に入り、その経済規模も縮小していくことが見込まれている。これからのビジネスシーンで生きていくには、世界の誰とでも意思疎通でき、どこでも活躍できる人材になることが大切である。「グローバルリーダー」「パスファインダー（先駆者、開拓者）」になるための学びの場を提供することを、以下のようにビジネス・ブレークスルー大学の精神としている。
【教育上の理念（建学の精神）】
「ビジネス・ブレークスルー大学は、知的創造を礎に、国際的視野と開拓者精神を持ち、先駆的指導者たらん人格を涵養し、世界社会に貢献するを以って建学の精神とする」と謳う。

### 大学のロゴ
ビジネス・ブレークスルー大学のロゴマークは、地球が無限大∞のマークに包まれているデザインである。「地球はネットワークで結ばれ、人間の可能性は 教育によって無限に引き出される」という意味を込めてデザインされた。

### 設置会社
株式会社Aoba-BBTは、オンライン大学運営（ビジネス・ブレークスルー大学大学院、ビジネス･ブレークスルー大学、BOND-BBT MBA）、法人・個人向けマネジメント教育・リカレント教育（問題解決力、リーダーシップ、ファイナンス、ITマネジメント、DX、グローバル人材育成、英語コミュニケーション事業、フィリピン事業展開）、インターナショナルスクール運営（アオバ・ジャパン・インターナショナルスクール、アオバジャパン・バイリンガルプリスクール、サマーヒルインターナショナルスクール、ムサシインターナショナルスクール・トウキョウ）を手掛ける。2023年3月31日時点の従業員数は667名。
同社は2005年に東京証券取引所マザーズ市場へ上場、2016年に東京証券取引所一部（プライム市場）へ移行し、2023年に東京証券取引所スタンダード市場へ移行した。
2025年3月末時点の実績は、アオバ・ジャパン・インターナショナルスクール高等部卒業生160名、ビジネス・ブレークスルー大学経営学部卒業生886名、ビジネス・ブレークスルー大学院（MBA）修了生1,852名、BOND-BBT MBAプログラム修了生1,435名。企業研修は年間1,000社以上に提供、経営幹部育成プログラム・BBT経営塾受講者は272名（2023年度）、経営者勉強会は約500社となる。

### 千代田区の特区について 「キャリア教育推進特区」
東京都千代田区は、構造改革特別区域計画として、従来の学校教育と実社会を結びつけるキャリア教育の推進を目的とした 「キャリア教育推進特区」を内閣総理大臣に申請し、2003年10月24日にその認定を受けた。同区において株式会社による学校の設置が可能となった。

## 沿革

### 年表（略歴）
- 1998年4月 – 「株式会社ビジネス・ブレークスルー（現 株式会社Aoba-BBT）」設立
- 2005年4月 - 株式会社立「ビジネス・ブレークスルー大学院大学（現 ビジネス・ブレークスルー大学）」開学。経営学研究科（MBAプログラム）設置
- 2010年4月 - 経営学部設置。これにより、大学院は「ビジネス・ブレークスルー大学院大学」から「ビジネス・ブレークスルー大学大学院」に改称
- 2017年3月 -　経営学研究科（MBAプログラム）の修了生が1,000名を突破
- 2018年3月 - 日本高等教育評価機構の機関別認証評価の評価基準に適合していると認定
- 2020年3月 - 大学院経営学研究科経営管理専攻 大学基準協会の経営系専門職大学院基準に適合していると認定
- 2023年10月 – 現「株式会社Aoba-BBT」に社名変更
- 2024年3月 - 大学院経営学研究科経営管理専攻、大学基準協会の経営系専門職大学院基準に適合していると認定
- 2025年1月 - 株式会社Aoba-BBT、学校法人北陸学院と提携契約を締結

## 教育

### 1. ビジネス・ブレークスルー大学経営学部
ビジネス・ブレークスルー大学は、文部科学省認可の100%オンライン大学であり、時間や場所を選ばずに学習できる。
教授陣は、起業家・経営者・経営コンサルタントなど、ビジネスの現場最前線で活躍する実務家が中心で、実践的なカリキュラムを通じて「使える」知識と「見える」成果を重視する。
多様な経験を持つ仲間との対話を通じて、潜在能力を引き出し、新たな成長曲線を描くことができる。また、時差（時間）や場所に関係なく学修できるため海外在住者も在学しているのも特徴である（近年は円安や日本と比較した物価高も要因となっている）。
経営学部は「グローバル経営学科」と「デジタルビジネスデザイン学科」の2学科を設置している。
グローバル経営学科においては、経営学の基礎的分野の教育に加え、4年間を通し、グローバルなビジネス感覚を身に着けるべく、最新のグローバルビジネスについての継続的学習、また、英語によるビジネスコミュニケーションの強化を行う。
デジタルビジネスデザイン学科においては、経営学の基礎的分野の教育に加え、多様性に富んだIT科目の基礎から応用までの継続学習、また、英語によるビジネスコミュニケーションの強化を行う 。

### 2. ビジネス・ブレークスルー大学大学院（専門職大学院）
2005年に開学した国内初のオンラインで2年間の学修により経営管理修士号（MBA: Master of Business Administration）を取得できるプログラム。1,800名を超える修了生を輩出している（2025年3月末現在）。特徴として、以下の3点が挙げられる。
① 働きながら学べるオンラインMBA
自社開発の学習プラットフォーム『AirCampus®』により、世界中の多忙なビジネスパーソンが働きながら学べる環境を提供。オンデマンド型講義映像とテキストディスカッションにより、学習効果を最大化する。
②超実践的カリキュラム
「RTOCS」（Real Time Online Case Study）や「卒業研究」など、BBT独自のカリキュラムを通して、経営者視点と戦略立案能力を習得する。
③一流の経営者教員
大前研一（学長）をはじめ、ビジネスで実績のあるプロフェッショナルが教員を務め、実践知とリーダーシップを学ぶことができる。
大学院の設置学科は「経営学研究科経営管理専攻」のみ。
経営上の難しい課題を解決できる一流のビジネスリーダーを育てることを目的としている。ビジネスにおいてグローバルな「共通言語」とも言える論理思考を養い、問題発見・問題解決のスキルを磨きながら、修得が求められる経営理論やコンセプトをカバー。同時に、これを実践で応用する機会を独自のカリキュラムの中に最大限盛り込んでいる。また、時差（時間）や場所に関係なく学修できるため企業の駐在員など海外在住者も在学しているのも特徴である（近年は円安や日本と比較した物価高も要因となっている）。

#### RTOCS（Real Time Online Case Study）
RTOCS（Real Time Online Case Study）とは、過去の事例を振り返るのではなく、現在進行形の企業課題を題材として、「自ら情報収集、分析、解決策の創出」を行う、同大学院独自の学習方法である。学生は、修了までに約100回、毎週1回のRTOCSに継続的に取り組み、様々な業界や規模の企業課題に対し、「自分の頭で考える」問題解決アプローチを習得する。これは、変化の激しい現代において最適なケースメソッドと言える。

#### 卒業研究
卒業研究は、学びの集大成として卒業年次に実施される。学生は、企業の問題解決や新規事業開発、または自身の想いに基づくビジネスプランを研究テーマとして設定し、集大成として形にする。研究テーマと親和性の高い教員が担当教官となり、1on1で計画を練り上げる。ビジネスの第一線で活躍してきた教員からのフィードバックは、学生にとって貴重な機会となる。卒業研究でまとめたビジネスプランを基に、実際に起業したり、社内新規ビジネスを担当する修了生も多い。

#### 厚生労働省: 専門実践教育訓練給付金
2020年7月31日付にて厚生労働大臣より、専門実践教育訓練給付制度の対象講座の指定を受けた。2020年10月以降に入学する大学院の本科生は、一定の条件を満たせば、本科生の2年間で最大112万円の給付が受けられる（2025年4月現在）。

### 3. 履修証明制度（インテンシブコース）
履修証明制度（インテンシブコース）は、キャリアアップや学び直しに必要な能力向上を目的とした、実務直結の専門的スキルを習得するための短期集中プログラムである。経験豊富な実務家講師から、実務直結の体系化された知識を実践ベースで学ぶことができ、キャリアアップ、学び直しによる専門性の向上、再就職に活用できる。本制度を修了すると、ビジネス・ブレークスルー大学から学校教育法第105条にもとづく履修証明書が発行され、履歴書や名刺にも記載可能となる。
本コースは、厚生労働省の教育訓練給付制度（特定一般教育訓練）の指定講座で、「実践型 生成AI活用キャンプ」と「ファイナンスドリヴンキャンプ」「デジタルファーストキャンプ」「実践マーケティングキャンプ」で構成（2025年4月現在）。例えば「実践型 生成AI活用キャンプ」では、3ヶ月で日々の業務に生成AIを活用して、ビジネスを変革するAI実践マスターになることを、「ファイナンスドリヴンキャンプ」では、3ヶ月でCFO人材になることを目指す。修了した場合、受講者本人が支払った教育訓練経費の50％に相当する額が給付される。
本制度のメリットは以下の通りである。
- 学び直しやキャリアアップに役立つ短期集中実践講座 3ヶ月の短期集中でインプットとアウトプットを繰り返すことで、実務において応用可能な実践的スキルを身につける。
- オンラインで受講することが可能 すべてのプログラムがオンラインで学習できる。インターネット環境があればいつでもどこでも学習できるため、通勤時間や昼休みなどの隙間時間を有効に使える。
- 実務家教員や本気の同志たちと共に学べる 実績のある経営者やビジネスの最前線で活躍する実務家教員から学ぶことができる。また、受講生同士で意見を交わし合うことによって学びを深め、さらに人脈を広げることも可能である。
- 企業の駐在員など海外在住者も、時差（時間）や場所のハンディがなく学修できる（近年は円安や日本と比較した物価高からも本制度への関心を集めている）。

## 施設

### 1. AirCampus®
AirCampus®は、世界中の多忙なビジネスパーソンが働きながら学べる環境を提供する、株式会社Aoba-BBTが自社開発した学習プラットフォームである。オンデマンド型講義映像とテキストディスカッションにより、学習効果の最大化を実現する。高等教育機関でこのプラットフォームが提供されているのは、世界でビジネス・ブレークスルー大学・大学院のみである。

#### ① AirCampus®の特徴
- 時間と場所を選ばない学習環境: いつでもどこでも視聴可能なオンデマンド型講義映像により、仕事や学校と両立しながら、また出先やスキマ時間にも学習を進められる。
- インタラクティブな学習体験: テキストディスカッションを通じて、クラスメートや講師と交流し、多角的な視点から知識を深められる。世界各国の意見を聞き、視野を広げることも可能。
- AI技術を活用した学習サポート: AI字幕機能、学習状況の可視化、ChatGPTによる要約機能など、AI技術を駆使した学習体験を提供する。
- 多様な学習スタイルへの対応: 映像授業、スライド資料、メモ機能、ブックマーク機能など、多様な学習スタイルに対応。
- アウトプットによる学びの定着: 課題提出、ディスカッションへの参加、プロジェクトへの取り組みなどを通じて、アウトプットによる学びの定着を促進する。
- 受講者同士の繋がり: SNSのようなコミュニケーション機能により、受講者同士が繋がり、学びを深められる。
- 学習状況の可視化: 自身の学習状況だけでなく、受講者全体の学習状況も把握でき、学習の進捗管理や目標設定に役立つ。
- 講師からのフィードバック: 課題提出やディスカッションへの参加を通じて、講師から直接フィードバックを得られる。

#### ② AirCampus®の主な機能
動画の切り替え、講義資料ダウンロード、メモ・お気に入り登録、ショートカットキー、コミュニケーション機能、自動保存、予約投稿、ファイル添付、講義進捗確認、発言マップ、ディスカッションの可視化、添削機能、要約機能、受講者名簿、マップ検索、キーワード検索
AirCampus®は、以下のような人に有用であるとされている。
- 仕事や学校と両立しながら学びたい人
- 出先など場所を問わずに学習を進めたい人
- スキマ時間に少しずつ学びたい人
- クラスメートや講師と交流を深めたい人
- 仲間と議論しながら知識を深めたい人
- 世界各国の意見を聞いて視野を広げたい人

### 2. 拠点

#### 麹町キャンパス
東京都千代田区二番町3番地 麹町スクエア

#### 六番町キャンパス
東京都千代田区六番町1-7 Ohmae@workビル

## 一般社会人・学生による評判（経営学研究科＜MBA＞）

### 『通いたいMBA大学院ランキング』
日本経済新聞社、日経HRによる共同調査。2012年5月28日〜6月5日に行われた調査では、通信制の大学院の中で、実質第1位を獲得。また、2013年6月4日〜11日に行われた調査では、通信制の大学院の中で、引き続き実質第1位を獲得している。項目目別のランキングでは、「仕事と両立できる開講時間のカリキュラムがある」大学院部門で第1位、「カリキュラムが充実している」大学院部門で第2位、「教授、講師陣が優れている」大学院部門で第2位に入位している。総合ランキング調査結果の記事内では、『知名度で選ばれた大学院が多い中、「教授、講師陣」で選ばれたのは東日本7位のビジネス・ブレークスルー大学大学院』と紹介されている。

### 『国内MBA学生満足度ランキング』
日経HRによる調査（2009年で同調査は終了）。実際に学んでいた学生を対象に行われた2009年7月と8月の調査では第8位になった。通信制の大学院の中では、実質第1位。現在起こっている問題を解決する力、実務に精通した講師陣、学生の多様性と交流頻度の高さが評価されている。

## 大学（機関別・経営系専門職大学院）認証評価結果

### 大学全体への認証評価
日本の大学は学校教育法によって、文部科学大臣の認定を受けた認証評価機関から、定期的に認証評価を受けることが義務づけられている。
文部科学大臣認定の認証評価機関である公益財団法人日本高等教育評価機構が行った2018年度の機関別認証評価（2018年3月20日）では、ビジネス・ブレークスルー大学は7年間の条件なし適合となった 。

### ビジネス・ブレークスルー大学大学院 経営学研究科経営管理専攻の認証評価
文部科学大臣認定の認証評価機関である大学基準協会が2023年度に行った経営系専門職大学院認証評価において、ビジネス・ブレークスルー大学大学院経営学研究科経営管理専攻は、経営系専門職大学院基準に適合していると認定された。認定の期間は2024年４月１日から2029年３月31日までである 。